# 冀南银行小寨旧址
冀南银行小寨旧址，位于山西省长治市黎城县小寨村，是一处山西省文物保护单位。
2016年6月6日，冀南银行小寨旧址公布为第五批山西省文物保护单位，年代为民国二十八年（1939），近现代类，编号5-167。